# Pityeja magnifica
Pityeja magnifica là một loài bướm đêm trong họ Geometridae.